# Gambusia senilis
Gambusia senilis är en fiskart som beskrevs av Girard, 1859. Gambusia senilis ingår i släktet Gambusia och familjen Poeciliidae. IUCN kategoriserar arten globalt som nära hotad. Inga underarter finns listade i Catalogue of Life.